# Batalha (Alagoas)
Batalha is een gemeente in de Braziliaanse deelstaat Alagoas. De gemeente telt 16.919 inwoners (schatting 2009).
De gemeente grenst aan Major Isidoro, Belo Monte, Jaramataia, Traipu en Jacaré dos Homens.